# GLX

GLX y AIGLX versus direct rendering.

GLX (cuyo acrónimo atiende a "Extensión OpenGL para el X Window System") provee la funcionalidad para conectar OpenGL y X Window System, es decir: permite a los programas que desean utilizar OpenGL hacerlo dentro de una ventana proporcionada por X Window System.
GLX consta de tres partes:
- Una API que proporciona las funciones de OpenGL a una aplicación de X Window System.
- Una extensión del protocolo X que permite que el cliente (la aplicación OpenGL) envíe comandos de renderización 3D al servidor X (el software responsable de su visualización). El software del cliente y del servidor pueden estar ejecutándose en diferentes computadoras.
- Una extensión del servidor X que recibe los comandos de renderización del cliente y los pasa a una tarjeta aceleradora por hardware de gráficos 3D o los renderiza por software, usando generalmente la biblioteca Mesa (que es mucho más lenta).

Si el cliente y el servidor se están ejecutando en la misma computadora y hay disponible una tarjeta aceleradora de gráficos 3D con los drivers adecuados, los últimos dos componentes de GLX pueden ser puenteados por DRI. En este caso, el programa cliente tiene acceso directo al hardware gráfico.
Una buena herramienta de diagnóstico sobre GLX, incluyendo las representaciones visuales de GLX que soporta el servidor, se puede encontrar al usar el comando "glxinfo". La utilidad glxgears provee una estimación parcial de la velocidad de renderización 3D.
GLX fue creado por Silicon Graphics y está actualmente en la versión 1.4. GLX, junto con DRI y Mesa 3D, está incluido en la implementación X.Org Server del X Window System desde la versión X11R6.7.0 y en el proyecto XFree86 desde la versión 4.0.